# Ischnopoda coarctata
Ischnopoda coarctata är en skalbaggsart som först beskrevs av Wilhelm Ferdinand Erichson 1837.  Ischnopoda coarctata ingår i släktet Tachyusa, och familjen kortvingar. Arten är reproducerande i Sverige.